# Selaginella reflexa
Selaginella reflexa är en mosslummerväxtart som beskrevs av Underw.. Selaginella reflexa ingår i släktet mosslumrar, och familjen mosslummerväxter. Inga underarter finns listade i Catalogue of Life.